# Jardín botánico del Cap Roig

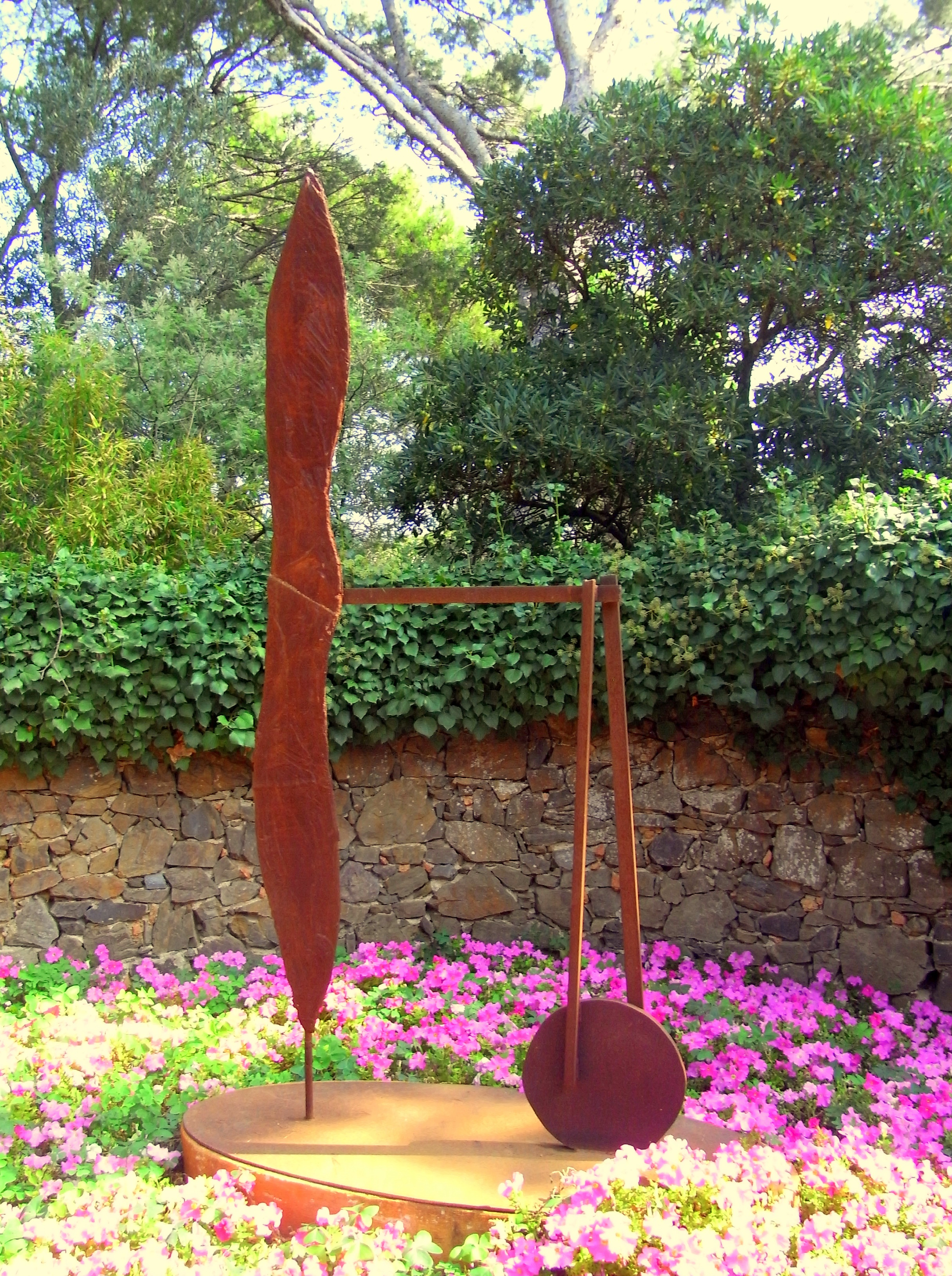
Escultura de Josep Maria Riera en los Jardíns de Cap Roig.

El Jardín Botánico de Cap Roig (en catalán : Jardí Botànic de Caixa Girona también denominado como Jardins de Cap Roig) es un jardín botánico situado en la comunidad autónoma de Cataluña, España, está considerado como uno de los jardines botánicos más importantes del Mediterráneo.

## Localización
Se encuentra en la Penya-segats de Calella de Palafrugell, en las afueras de la localidad de Palafrugell, en la comarca del Bajo Ampurdán, en la provincia de Gerona.

## Historia
En 1927 el coronel ruso Nicolai Woevodsky, amante del dibujo y la arquitectura, y la aristócrata inglesa Dorothy Webster, aficionada a la decoración, la arquitectura y la jardinería, decidieron establecer en la Costa Brava el lugar donde vivir y construir su sueño.
Así, entre Palafrugell y Montrás (Gerona) crearon este espacio singular hoy repleto de vegetación procedente de todo el mundo, con esculturas de artistas como Oteiza o Basterretxea y con una arquitectura encantadora.
Desde 1969, la Obra Social "la Caixa" se encarga de preservar este idílico lugar que se ha convertido en un referente paisajístico y turístico de la Costa Brava.
Además, el auditorio al aire libre acoge cada año el Festival de los Jardines de Cap Roig, uno de los eventos musicales más interesantes del verano que reúne a artistas de todo el mundo.

## Colecciones
La situación geográfica y la orientación favorable resguardada de vientos del norte conforman unas condiciones climáticas favorables para sustentar un amplio espectro de flora mediterránea y también de flora exótica, tropical y subtropical
Este jardín botánico alberga más de 500 especies botánicas que están identificadas con su nombre científico.